# Haettenschweiler

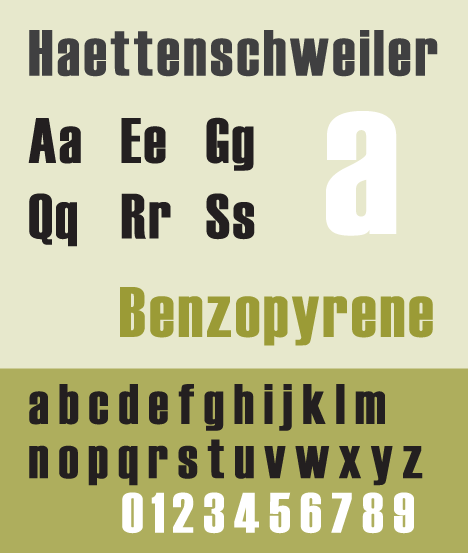
Haettenschweiler

Die Haettenschweiler ist eine Groteskschrift. 

## Entstehung und Verwendung
Die Haettenschweiler wurde 1954 auf der Grundlage der schmalfetten Grotesk von Walter Haettenschweiler und Armin Haab gestaltet. Die schmalfette Grotesk wurde ursprünglich für das Buch Lettera verwendet. Diese neue schmale und dabei sehr fette Schrift fand in der Folge viele Nachahmer und beeinflusste die Schriftgestaltung maßgeblich. So wurde von der Helvetica (Schriftart) eine ähnliche Variante names Helvetica Inserat gezeichnet. Die Impact (Schriftart) besitzt ebenfalls einen vergleichbaren Gestaltungsansatz. Photoscript entwarf weitere Versionen der schmalfetten Grotesk, die zu Ehren von Walter Haettenschweiler unter dem Namen Haettenschweiler vertrieben wurden. Unter diesem Namen wurde die Schrift in der Folge weltweit bekannt.
Die Schriftart wird von der französischen Zeitschrift Paris Match für Überschriften und von dem britischen Fußballklub Nottingham Forest – leicht modifiziert – in seinem Logo verwendet. Microsoft verwendete sie für Microsoft Office.

## Klassifikation der Schrift
- Hans Peter Willberg würde sie in seiner Klassifikationsmatrix als statische Grotesk einordnen.

## Ähnliche Schriftarten
- Compacta (Schriftart)
- Impact